# رطية كظرة

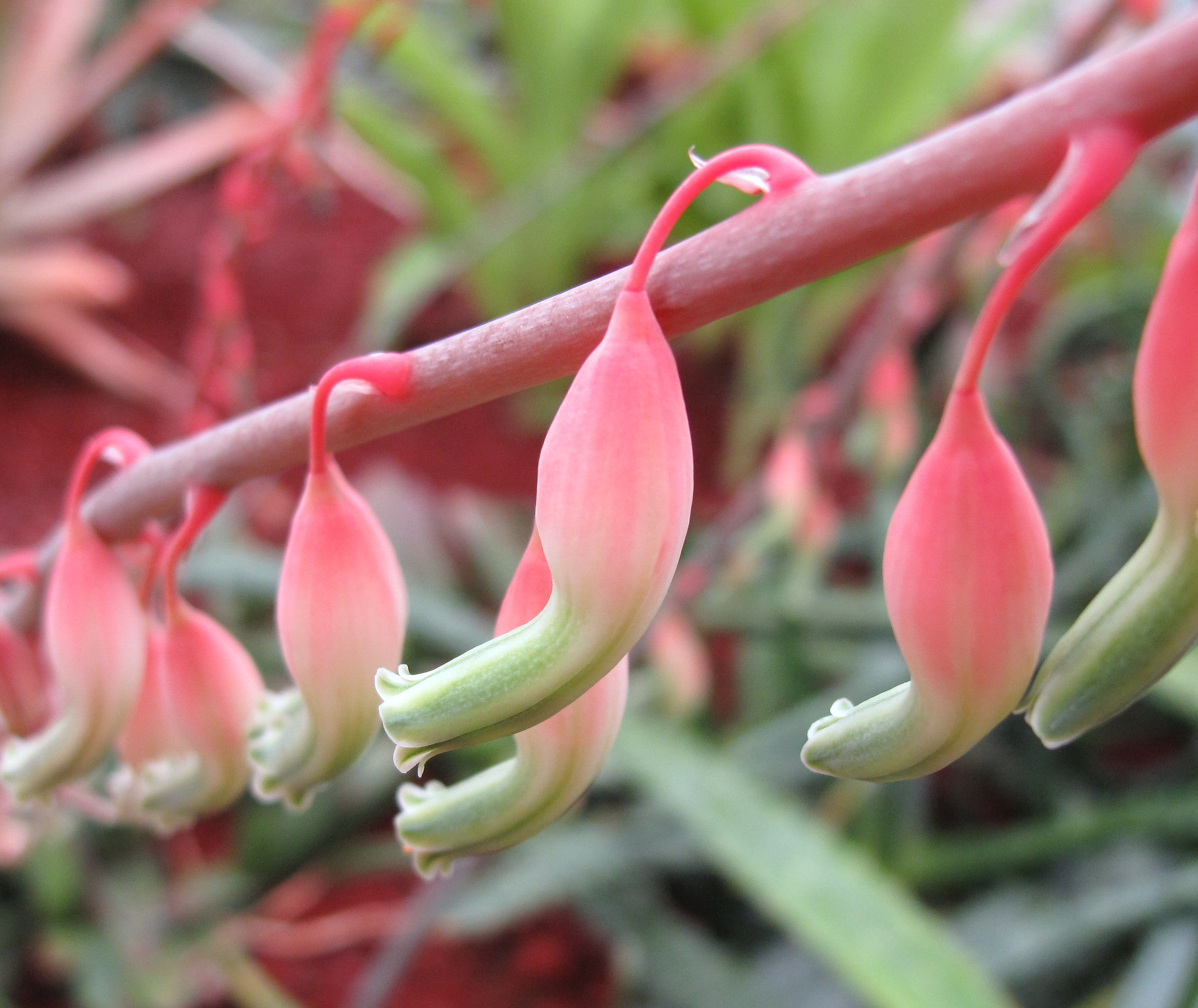
الأزهار

رَطِيَّة كَظِرَة نبات عصاري من جنس رطية في جنوب إفريقيا. أوراقها مشقصة لبدة نصالها لحمية محرسمة الشكل مثلث الأضلع الكظرة تطول من ١٢ إلى ١٥ سم. تعلوها بعد الثعول الدقيقة. لونها إلى الخضار الألعس المنقط بالأبيض. أزهارها حمراء اللون خمرية المُوَاج